# Rodd vid olympiska sommarspelen 1912
Rodd vid olympiska sommarspelen 1912 avgjordes i Djurgårdsbrunnsviken i Stockholm, Sverige.

## Medaljörer
| Event                                   | Guld | Silver | Brons |
| Singelsculler Detaljer...               | William Kinnear (GBR) | Polydore Veirman (BEL) | Everard Butler (CAN) Mart Kuusik (RUS) |
| Fyra med styrman Detaljer...            | Tyskland Albert Arnheiter Hermann Wilker Rudolf Fickeisen Otto Fickeisen Karl Leister                                                                     | Storbritannien Julius Beresford Karl Vernon Charles Rought Bruce Logan Geoffrey Carr                                                                                           | Danmark Erik Bisgaard Rasmus Frandsen Mikael Simonsen Poul Thymann Ejgil Clemmensen                                                        |
| Fyra med styrman, inriggare Detaljer... | Danmark Ejler Allert Jørgen Hansen Carl Møller Carl Pedersen Poul Hartmann                                                                                | Sverige Ture Rosvall William Bruhn-Möller Conrad Brunkman Herman Dahlbäck Wilhelm Wilkens                                                                                      | Norge Claus Høyer Reidar Holter Magnus Herseth Frithjof Olstad Olav Bjørnstad                                                              |
| Åtta med styrman Detaljer...            | Storbritannien LeanderEdgar Burgess Sidney Swann Leslie Wormwald Ewart Horsfall James Angus Gillan Arthur Garton Alister Kirby Philip Fleming Henry Wells | Storbritannien New College, OxfordWilliam Fison William Parker Thomas Gillespie Beaufort Burdekin Frederick Pitman Arthur Wiggins Charles Littlejohn Robert Bourne John Walker | Tyskland BerlinOtto Liebing Max Bröske Max Vetter Willi Bartholomae Fritz Bartholomae Werner Dehn Rudolf Reichelt Hans Matthiae Kurt Runge |

1. ↑  Det tyska laget bytte styrman efter första omgången. Det är inte känt ifall Otto Maier deltog i den första omgången och Karl Leister körde resten av tävlingen eller om Karl Leister deltog i den första rundan och Otto Maier gjorde resten. IOKs medaljdatabas uppger endast Karl Leister som guldmedaljör.

|  |  |

## Medaljtabell
| Pl.    | Nation         | Guld | Silver | Brons | Totalt |
| ------ | -------------- | ---- | ------ | ----- | ------ |
| 1      | Storbritannien | 2    | 2      | 0     | 4      |
| 2      | Danmark        | 1    | 0      | 1     | 2      |
| 2      | Tyskland       | 1    | 0      | 1     | 2      |
| 4      | Belgien        | 0    | 1      | 0     | 1      |
| 4      | Sverige        | 0    | 1      | 0     | 1      |
| 6      | Kanada         | 0    | 0      | 1     | 1      |
| 6      | Norge          | 0    | 0      | 1     | 1      |
| 6      | Ryssland       | 0    | 0      | 1     | 1      |
|        |                |      |        |       |        |
| Totalt | Totalt         | 4    | 4      | 5     | 13     |

## Deltagande länder
- Australasien (10)
- Österrike (6)
- Belgien (6)
- Böhmen (1)
- Kanada (10)
- Danmark (15)
- Finland (6)
- Frankrike (17)
- Tyskland (26)(*)
- Storbritannien (24)
- Ungern (11)
- Norge (24)
- Ryssland (1)
- Sverige (28)